# Stingers 警視廳誘餌搜查驗證室
《Stingers 警視廳誘餌搜查驗證室》是富士電視台於2025年7月22日起播出的週二九點連續劇，由森川葵主演。
香港由Viu於2025年7月23日起跟播。

## 登場人物

### 主要人物
- 二階堂民子〈33〉：森川葵

警視廳新設立小隊「STINGERS」的隊長。曾赴美接受FBI專業訓練。階級為警視。

### STINGERS
- 乾信吾〈35〉：藤井流星[2]

從刑事部搜查一課調任至STINGERS。行事偏情緒化。曾是強校橄欖球隊的隊員。階級為巡查部長。
- 水上涼介〈32〉：本鄉奏多[2]

從公安部公安二課調任至STINGERS。任何遊戲都無所不通的遊戲狂熱者。階級為警部補。
- 森園花奈（森園はな）〈28〉：志田彩良[3]

曾隸屬於新宿東署交通課。由於想增加第一線搜查現場的經驗而請願調任至其他部署，隨著STINGERS的創立，實現了調任請求。學生時期曾參加演劇部擔任幕後，擅長佈景與製作道具。階級為巡查。
- 小山內誠〈24〉：井内悠陽（日语：井内悠陽）[3]

從總務裝備課備品係調任至STINGERS。其實是社群平台帳號擁有幾萬人追蹤的Cosplayer。階級為巡查。
- 關口欣二郎〈53〉：杉本哲太[3]

從第六機動隊調至STINGERS。堅持「命令絕對」的原則。性格認真、不擅長即興應變。階級為巡查部長。

### 警察廳
- 西條巧〈42〉：玉山鐵二[2]

警察廳審議官。創立STINGERS。二階堂的大學學長。

### 警視廳

#### 高層
- 豐浦凌：柏原收史（日语：柏原収史）

公安部長。階級為警視長。
- 桐野正弘：鳥谷宏之（日语：鳥谷宏之）

刑事部長。階級為警視長。
- 龍見真也：杉本凌士（日语：杉本凌士）

警備部長。階級為警視長。
- 岩永博嗣：成松修（日语：成松修）

總務部長。階級為警視長。
- 河北淳一：竹林文雄（日语：竹林文雄）

交通部長。階級為警視長。

#### 搜查一課
- 石嶺誠太：水橋研二（日语：水橋研二）

搜查一課長。乾的前上司。
- 雅樂代翔：澀谷謙人（日语：渋谷謙人）

搜查一課刑警。石嶺的部下。
- 吉永斗和：早瀨圭人

搜查一課刑警。石嶺的部下。

## 製作團隊
- 劇本：德尾浩司（日语：徳尾浩司）
- 配樂：林友樹
- 主題曲：Pilot（日语：パイロット）（華納音樂）
- 片頭曲：harha（SDR）[4]
- 導演：松原浩（日语：松原浩）、中島悟（日语：中島悟）、伊藤彰記（日语：伊藤彰記）
- 編成製作：水戶祐介
- 製作人：松原浩、大庭佑理、難波利昭
- 制作協力：IKAROS（日语：イカロス (制作プロダクション)）
- 制作著作：富士電視台

## 播出日程
- 第1話加長15分鐘（21:00 - 22:09）。

| 集數                                                       | 播出日期 | 日文標題 | 中文標題 (Viu) | 導演     | 收視率 |
| ---------------------------------------------------------- | -------- | -------- | -------------- | -------- | ------ |
| 第1話                                                      | 7月22日  |          | DECOY          | 松原浩   | 5.0%   |
| 第2話                                                      | 7月29日  |          | TRUE LOVE      | 松原浩   |        |
| 第3話                                                      | 8月05日  |          | STING          | 中島悟   |        |
| 第4話                                                      | 8月12日  |          |                | 中島悟   |        |
| 第5話                                                      | 8月19日  |          |                | 伊藤彰記 |        |
| （收視率由Video Research調查關東地區、家戶的即時統計資料） |          |          |                |          |        |

## 外部連結
- 電視劇官方網站－富士電視台 （日語）
  - 電視劇的X（前Twitter）
  - 電視劇的Instagram帳戶
  - 電視劇的TikTok

| 日本 富士電視台 週二九點連續劇       | 日本 富士電視台 週二九點連續劇                    | 日本 富士電視台 週二九點連續劇 |
| ------------------------------------ | ------------------------------------------------- | ------------------------------ |
|                                      | Stingers 警視廳誘餌搜查驗證室 （2025年7月22日－） |                                |
| 人事的人見 （2025年4月8日－6月17日） | 新東京水上警察 （2025年10月7日－）                |                                |